# Liste de logiciels GNOME
 (juin 2019).
Cette page est une liste d'applications destinées à être utilisées avec l'environnement de bureau GNOME.

## Applications officielles
GNOME inclut plusieurs logiciels accessibles directement à l'utilisateur; voici la liste des applications distribuées comme une partie de l'environnement GNOME :
aisleriotUne collection de jeux de cartes
AlacarteÉditeur de menus
BaobabLogiciel montrant l'usage du disque dur
blackjackJeu
Calendriercalendrier
CheeseLogiciel permettant d'appliquer des effets spéciaux à des photos ou vidéos pris à partir d'une webcam
Documents
Visionneur de documents locaux et en ligne
EkigaTéléphonie et Voix sur IP
EmpathyClient de messagerie instantanée basé sur l'infrastructure de communication Telepathy
Eye of GNOMEVisionneur d'images
EvinceVisionneur de documents au format PDF
EvolutionLogiciel de messagerie, carnet d'adresses, agenda, portail d'information (PIM)
Fichiers
Gestionnaire de fichiers
File RollerGestionnaire d'archives
gattaxxJeu
gcalctoolCalculatrice
gconf-editorÉditeur avancé de configuration
GearyLogiciel de messagerie libre et léger
gdmGestionnaire d'affichage X
geditÉditeur de texte
gfloppyFormateur de disquettes
- gPHPEdit - Éditeur de texte en UTF-8. Il a été créé par Andy Jeffries. Il s'inspire grandement de gedit à la différence près qu'il est orienté vers l'édition de fichier HTML, PHP et CSS. Il contient beaucoup de fonctionnalités rendant le travail du programmeur plus facile. La version courante est 0.9.91, sortie le 5 juillet 2006. Il est publié sous licence publique générale GNU.

glinesJeu
gnibblesJeu : Vers mangeant des pommes
gnobots2Jeu
gnometrisJeu : Jeu de Tétris
gnome-dictionary
GNOME KeyringGestionnaire de mots de passe
gnome-magLoupe de Bureau
grecordApplication d'enregistrement simple
gnome-cdLecteur de CD Audio
gnome-panelBarre de Bureau pour lancer des applications et montrer les applets
gnome-nettoolOutil de diagnostic du réseau
gnome-screensaverConfiguration d'écran de veille
gnome-screenshotPrendre une impression d'écran
gnome-search-toolRechercher des fichiers
gnome-system-monitorMoniteur système
gnome-system-toolsOutils de configuration système
GNOME Terminalémulateur de terminal
gnome-volume-managerDaemon to manage media
gnomineJeu : éviter les mines
gnopernicusAssistance : aide à la saisie pour les mal-voyants
gnotravexJeu
gnotskiJeu
gokClavier virtuel
gtaliJeu
gucharmapCharacter map
iagnoJeu
logviewVisionneur de fichiers systèmes
mahjongJeu
Carteslogiciel de cartographie
GNOME Music
Gestionnaire et lecteur de fichiers audio
nautilus-cd-burnerLogiciel de gravure de CD
pessulusLockdown editor (à traduire)
Photosaffichage photos
Pitivimontage vidéo
Same GnomeJeu
Sound JuicerRipper un CD
sabayonÉditeur de profil d'utilisateur
TomboyLogiciel de prise de note
VidéosLecteur multimédia
Vinoserveur VNC
WebNavigateur web utilisant le moteur de rendu WebKit
YelpVisionneur d'aide
ZenityMontre les dialogues GUI à partir de scripts

## Autres applications
Bien que GNOME puisse lancer la majorité des applications compatibles X11, la liste suivante contient les logiciels utilisant les bibliothèques de développement et les technologies de GNOME. Elles sont groupées telles qu'elles pourraient apparaître dans l'ordre des menus de GNOME.

### Accessoires
Conduitsynchronisation d'informations avec un autre ordinateur, un service en ligne ou un appareil électronique
Gcalctoolcalculette
Plannergestion de projet
Getting Things Gnomegestion de tâches personnelles inspiré par la méthode Getting Things Done

### Graphiques
F-Spotgestionnaire de photos
gThumbvisionneur d'images
GIMP (GNU Image Manipulation Program)dessin en mode point
Inkscapedessin vectoriel
Diacréation de diagrammes
phraymdgestionnaire de photos
Shotwellgestionnaire de photos

### Internet
Balsaclient courrier électronique
Gabbermessagerie instantanée
Galagogestionnaire de présence
gFTPclient FTP (rôle que Nautilus sait aussi jouer)
Liferealecteur de flux RSS
Pidginmessagerie instantanée multi-protocole (anciennement Gaim)

### Bureau
AbiWordtraitement de texte
Gnumericbilan
Bondinterface avec les bases de données

### Applications pour agendas
Q15975343 (« California »)application de calendrier
Gournalapplication de prise de note au stylo
Xournalapplication de prise de note au stylo
Xournal++application de prise de note au stylo
Jarnalapplication de prise de note au stylo

### Programmation
Anjutaenvironnement de développement
GNOME Boxes (en)gestionnaire de machines virtuelles
GNOME Builderenvironnement de développement intégré.
Gladeoutil de conception d'interface graphique GTK+
Conglomerateéditeur XML
Scaffoldenvironnement de développement
Monoenvironnement de développement
OpenLDevenvironnement de développement

### Son et vidéo

#### Manipulation de CD
Braserograveur de CD
GnomeBakergraveur de CD
Gooboxlecteur et copieur de CD
Gravemangraveur de CD
Griplecteur et copieur de CD
- Serpentine - graveur de CD audio

Sound Juicerextracteur de CD audio

#### Autres
Bansheelecteur de musique
CeeMediacatalogue de films
Divaéditeur de vidéos
GCfilmsgestionnaire de collection de films
Gnome Subtitlessous-titrage de vidéos
Gnomoradiojuke-box musical avec découverte intégrée
Listenlecteur de musique
Muinelecteur de musique
Rhythmboxlecteur de musique
Thoggenutilitaire de DVD de sauvegarde

### Outils systèmes
GNOME Commandergestionnaire de fichiers two-pane
GNOME Logicielsgestionnaire de paquets
GPartedéditeur de partition
wnckkit de construction de gestionnaire de fenêtres
zeitgestnavigateur de fichiers, courriels et signets web

### Accessibilité numérique
AT-SPIinterface pour l'Accessibilité numérique
Orcalecteur d'écran pour les malvoyants

### Autres
Alexandriagestionnaire de collection de livres
Beagleoutil de recherche
GCstargestionnaire de collection personnelle
Xiphosaide à l'étude de la Bible, anciennement appelé GnomeSword
GRAMPSgénéalogie
Seahorsegestionnaire de mots de passe et de clés de chiffrement